# Marc Wauters
Marc Wauters (* 23. Februar 1969 in Hasselt) ist ein ehemaliger  belgischer Radrennfahrer. Sein größter Erfolg war der Sieg bei Paris–Tours 1999.

## Sportliche Karriere
Marc Wauters begann seine Profikarriere 1991 bei dem belgischen Radsport-Team Lotto. Nach drei Jahren wechselte er dann zu WordPerfect. Hier feierte er dann seine ersten Erfolge, er gewann den Ster van Zwolle und die Ronde van Limburg. Ein Jahr später siegte er auf der fünften Etappe der Ruta del Sol. 1996 verschlug es ihn wieder für zwei Jahre zurück zu Lotto. Er gewann dort in seinem ersten Jahr eine Etappe der Vier Tage von Dünkirchen. Seit 1998 fuhr Wauters für die niederländische Mannschaft Rabobank. Sein mit Abstand erfolgreichstes Jahr hatte er 1999. Er gewann die Luxemburg-Rundfahrt, die PruTour durch England, den GP Eddy Merckx, die Rheinland-Pfalz-Rundfahrt und den Klassiker Paris–Tours. In der Saison 2000 konnte er lediglich seinen Gesamtsieg bei der Rheinland-Pfalz-Rundfahrt verteidigen. Bei der Tour de France 2001 feierte er den größten Erfolg seiner langen Karriere. Er gewann die zweite Etappe von Saint-Omer nach Antwerpen, nahe seiner Heimat, und fuhr den folgenden Tag im Gelben Trikot. 2002 siegte Wauters zum ersten Mal bei der belgischen Zeitfahrmeisterschaft, diesen Erfolg wiederholte er 2003 und 2005. Bei Paris–Roubaix gelang ihm 2003 ein hervorragender vierter Platz. 2006 beendete Wauters vorzeitig seine letzte Profisaison, weil er sich einen Schlüsselbeinbruch bei einem Sturz im Training zugezogen hatte.

## Beruflicher Werdegang

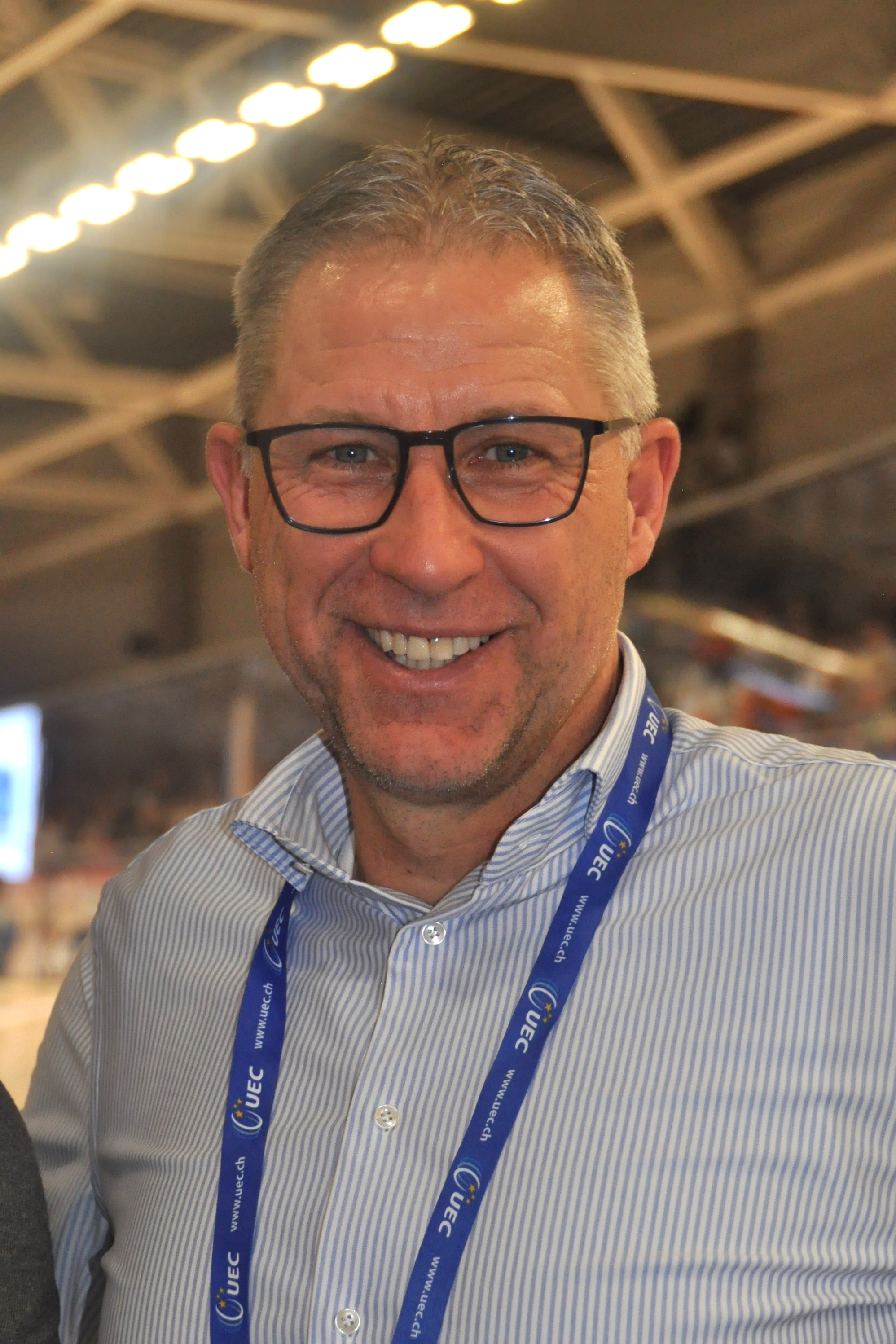
Wauters (2024)

Ab 2009 wurde Wauters Sportlicher Leiter beim Team Silence-Lotto und blieb bis Ende 2011. Seit 2012 ist er beim Team Lotto Belisol und ist auch heute (Stand 2024) bei Lotto Dstny als Sportlicher Leiter aktiv. Er spielte eine Schlüsselrolle beim Bau des Sport Vlaanderen Heusden-Zolder Velodroom Limburg.

## Palmarès
1994
- Ster van Zwolle
- Ronde van Limburg
- Herinneringsprijs Dokter Tistaert–Prijs Groot-Zottegem

1995
- eine Etappe Andalusien-Rundfahrt

1996
- eine Etappe Vier Tage von Dünkirchen

1999
- Paris–Tours
- Gesamtwertung und zwei Etappen Luxemburg-Rundfahrt
- Prudential Tour
- Grand Prix Eddy Merckx mit Erik Dekker
- Gesamtwertung und eine Etappe Rheinland-Pfalz-Rundfahrt

2000
- Gesamtwertung und eine Etappe Rheinland-Pfalz-Rundfahrt
- Josef Voegeli Memorial

2001
- eine Etappe Tour de France
- Grand Prix Eddy Merckx mit Erik Dekker

2002
- Belgischer Meister – Einzelzeitfahren

2003
- Belgischer Meister – Einzelzeitfahren

2004
- Belgische Meisterschaften – Einzelzeitfahren

2005
- Belgischer Meister – Einzelzeitfahren